# 김시우 (여자 배우)
김시우(2014년 4월 14일 ~ )는 대한민국의 배우다.

## 출연 작품

### 드라마
- 2019년 KBS2 저녁 일일연속극 《태양의 계절》 ... 샛별 역
- 2020년 SBS 금토 드라마 《더킹》... 어린 정태을 역 (김고은 아역)
- 2022년 tvN 수목 미니시리즈 《이브》... 장보람 역
- 2023년 tvN 주말 미니시리즈 《판도라: 조작된 낙원》 ... 표지우 역
- 2023년 KBS2 《드라마 스페셜 - 반쪽짜리 거짓말》... 정두리 역
- 2024년 ENA 《나의 해리에게》... 어린 주은호 역 (신혜선 아역)
- 2024년 KBS2 주말 드라마《다리미 패밀리》... 어린 이다림 역 (금새록 아역)
- 2024년 넷플릭스 《Mr. 플랑크톤》... 채승아 역
- [[2025년]] SBS 금토 드라마 《[[보물섬 (드라마)|보물섬]]》... 어린 서연주 역 ([[한지혜]] 아역

- 2019년 CF 'LG전자 건강관리가전 - 건강이 가득한 집' 편